# 中国共产党第六届中央委员会委员列表
中国共产党第六届中央委员会，是1928年7月由中国共产党第六次全国代表大会选举产生的中国共产党中央委员会。其任期至1945年6月。

## 委员名单
大会共选举出23名中央委员：
杨福涛、顾顺章（1928年7月-1931年4月）、向忠发（1928年7月-1931年6月）、彭湃（1928年7月-1929年8月）、徐锡根（1928年7月-1932年）、卢福坦（1928年7月-1933年）、李涤生（1928年7月-11月）、张金保（女，1928年7月-1931年7月，1945年4月-6月）、苏兆征（1928年7月-1929年2月）、关向应（满族）、罗登贤（1928年7月-1933年8月）、毛泽东、杨殷（1928年7月-1929年8月）、周恩来、李源（1928年7月-秋）、蔡和森（1928年7月-1931年8月）、项英（1928年7月-1941年1月）、任弼时、余茂怀（余飞，1928年7月-1932年9月）、王藻文（1928年7月-11月。1929年6月被开除）、瞿秋白（1928年7月-1935年6月）、李立三、张国焘（1928年7月-1938年4月）
| 杨福涛 | 顾顺章 | 向忠发 | 彭湃   | 徐锡根 | 卢福坦 |
| 李涤生 | 张金保 | 苏兆征 | 关向应 | 罗登贤 | 毛泽东 |
| 杨殷   | 周恩来 | 李源   | 蔡和森 | 项英   | 任弼时 |
| 余茂怀 | 王藻文 | 瞿秋白 | 李立三 | 张国焘 |        |

## 增补委员
- 1928年11月中央政治局会议增补4人：
徐兰芝（1928年11月-1931年1月）、王凤飞（1928年11月-1931年1月）、王灼（1928年11月-1931年9月）、唐宏经（1928年11月-1931年7月）

- 1930年9月中共扩大的六屆三中全會补选7人：
温裕成（1930年9月-1931年5月）、李维汉（1930年9月-1931年1月撤销）、陈郁、徐炳根（1930年9月-1932年）、陆文治（卢永炽、卢德光，1930年9月-1931年11月）、贺昌（1931年1月撤销）、邓发

- 1931年1月中共扩大的六届四中全会补选8人：
秦邦宪（博古）、陈云、韩连会（1931年1月-7月）、刘少奇、陈绍禹（王明）、沈先定（1931年1月）、许畏三（1931年1月-）、王克全（1931年1月）

- 1931年9月增补2人：
张闻天（洛甫）、康生

- 1934年1月中共六届五中全会增选5人：
王稼祥、凯丰、朱德、顾作霖（1934年1月-5月）、方志敏

- 1935年1月增补1人：
李维汉

- 1935年8月沙窝中央政治局会议增补3人：
徐向前、陈昌浩、周纯全[4]

- 1936年中央政治局增补1人：
彭德怀

- 1938年11月扩大的六届六中全会增补4人：
林伯渠、董必武、吴玉章、林育英（1938年11月-1942年3月）

- 到1945年4月中共七大开幕时仍然在职的中央委员22人：张金保（女）、关向应（满族）、毛泽东、周恩来、任弼时、李立三、李维汉、陈郁、邓发、秦邦宪（博古）、陈云、刘少奇、陈绍禹（王明）、张闻天（洛甫）、康生、王稼祥、凯丰、朱德、彭德怀、林伯渠、董必武、吴玉章

### 第六届中央委员会委员任期示意图
|  |